# Cái chết của Azaria Chamberlain
Azaria Chantel Loren Chamberlain (11 tháng 6 năm 1980 tại Mount Isa, Queensland, Australia - 17 tháng 8 năm 1980) là một bé gái người Úc đã bị chó Dingo giết chết đêm 17 tháng 8 năm 1980 khi gia đình đang cắm trại ở Uluru (còn được gọi là đá Ayers) trong Lãnh thổ Bắc Úc. Một cuộc điều tra tìm kiếm cháu bé được cảnh sát tiến hành nhưng không tìm thấy cháu bé, chỉ thu được một số dấu vết là các mẫu sữa và những mẫu được cho là "máu" dưới sàn xe ô tô.
Cha mẹ cô, Lindy và Michael Chamberlain, báo cáo rằng cô bé đã bị chó Dingo tha ra khỏi lều của họ, nhưng Lindy đã bị tòa xử về tội giết người và phải thụ án hơn ba năm tù giam.
Trong phiên tòa đầu tiên năm 1981, cha mẹ cô bé, Lindy và Michael Chamberlain, báo cáo rằng cô bé đã bị chó Dingo tha ra khỏi lều của họ, nhưng trong phiên tòa thứ hai năm 1982, Lindy đã bị tòa xử phạt tù chung thân về tội giết người. Sau hơn ba năm tù giam, bà đã được tha khi một mảnh quần áo Azaria đã được tìm thấy trong một hang ổ chó dingo. Các cuộc điều tra mới được mở ra. Phải đến tận năm 2012 thì sự thật về vụ Chamberlains mới được xác nhận bởi nhân viên điều tra.
Một cuộc điều tra ban đầu được tổ chức ở Alice Springs đã ủng hộ cho tuyên bố của cha mẹ cô bé về nguyên nhân cái chết và chỉ trích mạnh mẽ cuộc điều tra của cảnh sát. Những phát hiện của cuộc điều tra đã được phát sóng trực tiếp trên truyền hình đầu tiên ở Úc. Sau đó, sau khi một cuộc điều tra thêm và cuộc điều tra thứ hai được tổ chức ở Darwin, Lindy Chamberlain đã bị xử tội giết người, bị kết án ngày 29 tháng 10 năm 1982 và bị kết án tù chung thân. Cha của Azaria, Michael Chamberlain, đã bị kết án là đồng phạm và cho hưởng án treo. Việc tập trung của giới truyền thông đối với vụ xử đã mãnh liệt một cách bất thường, và làm dấy lên các buộc tội giật gân. Vợ chồng Chamberlain đã kêu gọi nhiều kháng án không thành công, bao gồm cả kháng cáo lên Tòa án tối cao Australia.
Sau khi tất cả các lựa chọn pháp luật đã được tận dụng, phát hiện cơ hội trong năm 1986 về một mảnh quần áo trong một khu vực có nhiều hang ổ chó dingo đã khiến Lindy Chamberlain được nhà tù thả. Ngày 15 tháng 9 năm 1988, Tòa Lãnh thổ phía Bắc phúc thẩm hình sự nhất trí lật ngược tất cả tội danh đối với Lindy và Michael Chamberlain. Một cuộc điều tra thứ ba được tiến hành vào năm 1995, kết quả là một phát hiện "mở". Tại một cuộc điều tra thứ 4 tổ chức ngày 12 tháng 6 năm năm 2012, điều tra viên Elizabeth Morris giao kết quả của mình là Azaria Chamberlain đã bị chó dingo giết chết và một giấy chứng tử đã được sửa đổi đã được ban hành ngay lập tức.
Nhiều cuốn sách đã được viết về vụ án. Câu chuyện đã được làm thành một bộ phim  với tựa Evil Angels (phát hành bên ngoài của Úc và New Zealand với tựa là A Cry in the Dark) với vai chính là Meryl Streep đóng vai Lindy, một phim truyền hình dài tập, một vở kịch của Brooke Pierce, một album concept của ban nhạc Úc The Paradise Motel và một vở opera (Lindy, bởi Moya Henderson).